# 12 fantasie per flauto solo

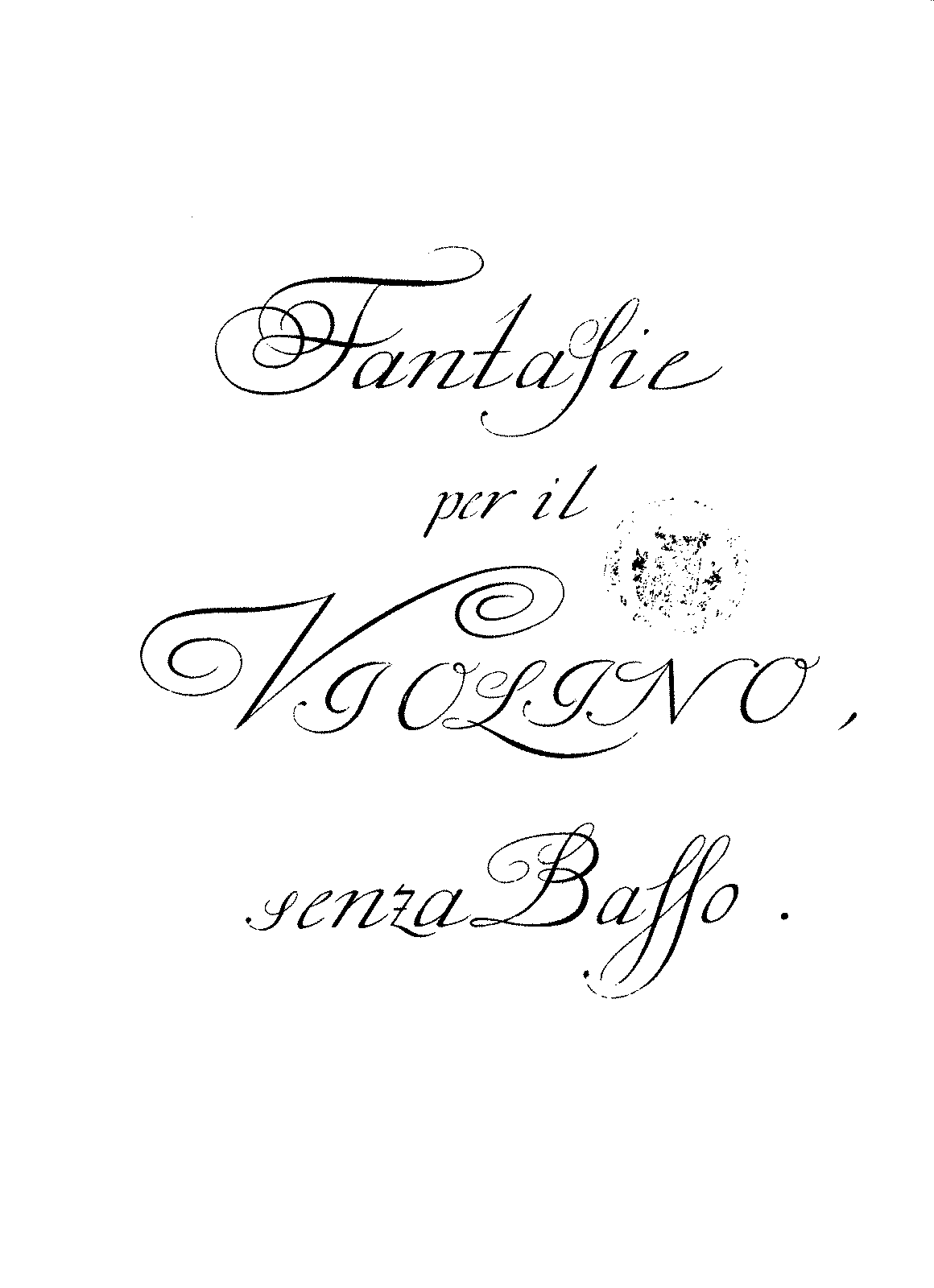
Frontespizio di dodici fantasie per flauto solo

Le 12 fantasie per flauto solo TWV 40:2-13 di Georg Philipp Telemann furono pubblicate ad Amburgo nel 1732-33, una copia esistente della pubblicazione, conservata a Bruxelles, ha un frontespizio spurio che recita "Fantasie per il Violino senza Basso"  . Rappresentano una delle composizioni per strumento solo di Telemann, insieme alle 36 fantasie per clavicembalo pubblicate ad Amburgo nel 1732-33, alle 12 per violino pubblicate nel 1735 e a una raccolta di 12 fantasie per la viola da gamba pubblicate nello stesso anno e considerate perdute fino alla scoperta di un esemplare completo nel 2015 in una biblioteca privata.

## Struttura dell'opera
L'opera si compone così:
1. Fantasia in la maggiore (Vivace - Allegro)
2. Fantasia in la minore (Grave - Vivace - Adagio - Allegro)
3. Fantasia in si minore (Largo - Vivace - Largo - Vivace - Allegro)
4. Fantasia in si bemolle maggiore (Andante - Allegro - Presto)
5. Fantasia in do maggiore (Presto - Largo - Presto - Dolce - Allegro - Allegro)
6. Fantasia in re minore (Dolce - Allegro - Spirituoso)
7. Fantasia in re maggiore (Alla francese - Presto)
8. Fantasia in mi minore (Largo - Spirituoso - Allegro)
9. Fantasia in mi maggiore (Affettuoso - Allegro - Grave - Vivace)
10. Fantasia in fa diesis minore (A tempo giusto - Presto - Moderato)
11. Fantasia in sol maggiore (Allegro - Adagio - Vivace - Allegro)
12. Fantasia in sol minore (Grave - Allegro - Grave - Allegro - Dolce - Allegro - Presto)

La raccolta è ordinata per tonalità, con progressione più o meno continua da la maggiore a sol minore. Telemann evitò appositamente, come tutti i compositori dell'epoca, le tonalità più ostiche sul flauto a una chiave, cioè si maggiore, do minore, fa minore e fa diesis maggiore. Ci sono due modi di vedere l'intera struttura della raccolta: il primo vedrebbe l'opera divisa in due parti, dal momento che la fantasia 7, che inizia con un'ouverture francese, indicherebbe un nuovo inizio. Questo espediente è stato utilizzato anche da Johann Sebastian Bach nella variazione 16 delle Variazioni Goldberg. Un'altra proposta di interpretazione, avanzata dal professor Wolfgang Hirschmann, individua quattro gruppi di successione modale contenenti ciascuno tre fantasie: maggiore-minore-minore, maggiore-maggiore-minore, maggiore-minore-maggiore e minore-maggiore-minore.
Le fantasie di Telemann sono le uniche composizioni del repertorio barocco a includere tipologie di pezzi considerate impossibili sul flauto a una chiave, cioè uno strumento monofonico: fughe (fantasie 1, 6), un'ouverture francese (fantasia 7) e una passacaglia (fantasia 5). Gli espedienti utilizzati da Telemann per dare l'illusione della polifonia con una sola voce non erano una novità, dal momento che erano utilizzati anche da molti altri autori; questi espedienti possono essere l'accostamento delle frasi, spesso con cambi di ottava, generando effetti di domanda e risposta fra voci diverse, e la condotta di due linee melodiche simultanee riservando le note in battere per una voce e quelle in levare per un'altra.